# Hugo Gaudig
Hugo Gaudig, född 5 december 1860, död 2 augusti 1923, var en tysk skolman.
Hugo Gaudig var rektor för lärarinneseminariet i Leipzig från 1900. På enhetsskolans bas förfäktade han en personlighetspräglad reformpedagogik. Gaudig arbetade för införande av arbetsskolmetoden och ansåg, att skolan i första hand inte skulle ge kunskaper utan främja personlighetsdaningen. Bland hans många pedagogiska arbeten märks Didaktische Ketzereien (1904, 6:e upplagan 1925), Die Schule im Dienste der werdenden Persönlichkeit (2 band, 1917) och Freie geistliche Schularbeit (1922).